# Hedwig Fechheimer

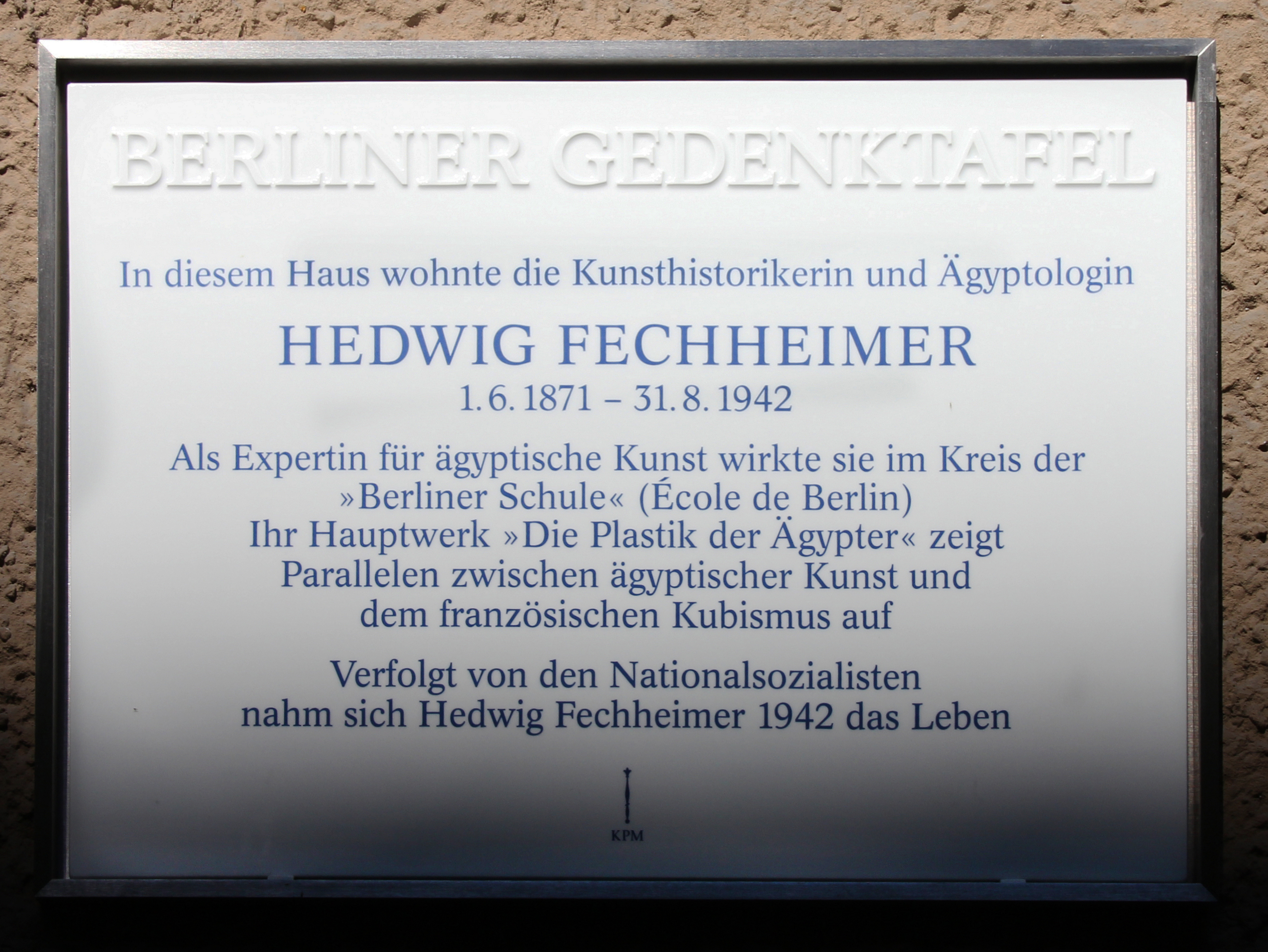
Gedenktafel für Hedwig Fechheimer, Helmstedter Straße 10 in Berlin

Hedwig Jenny Fechheimer, geborene Hedwig Jenny Brühl, auch bekannt als Hedwig Simon (1. Juni 1871 in Berlin – 31. August 1942 ebenda) war eine deutsche Kunsthistorikerin und Ägyptologin. Sie war eine bedeutende Vertreterin der Berliner Schule und ist bekannt für ihre Erforschung der Plastik des Alten Ägypten und deren Einfluss auf die moderne Kunst. Als Jüdin war sie von den Nationalsozialisten verfolgt und nahm sich 1942 das Leben, um ihrer Deportation zu entgehen.

## Leben

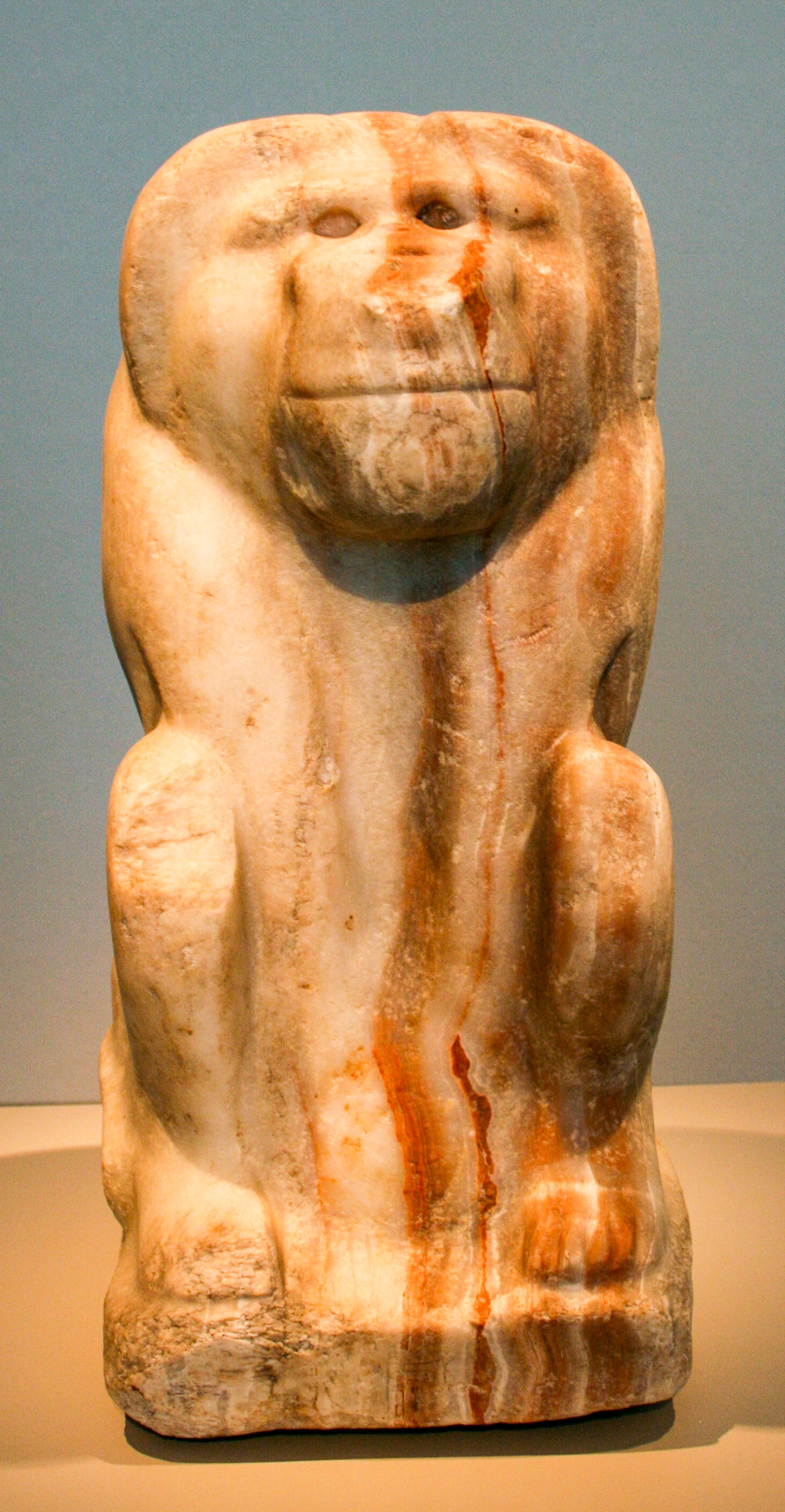
Die Statue eines Pavians mit einer Kartusche des Pharaos Narmer von Hedwig Fechheimer im Kunsthandel in Paris entdeckt, heute im Ägyptischen Museum Berlin.

Hedwig Jenny Brühl war die Tochter von Isidor und Bertha Brühl. Sie hatte eine ältere Schwester, die als Kind starb, sowie eine jüngere Schwester und einen jüngeren Bruder. 1877 zog die Familie nach Leipzig. Hedwig machte von 1892 bis 1893 eine Lehrerinnen-Ausbildung in Breslau und kehrte danach zu ihrer Familie zurück. Nach dem Tod des Vaters zog die Mutter mit den Kindern 1896 nach Berlin zurück.
1896 schrieb sich Hedwig Fechheimer an der Universität zu Berlin als Gasthörerin ein – der einzige Weg, wie Frauen in Preußen um diese Zeit zu akademischer Bildung gelangen konnten. Sie studierte Kunstgeschichte und Philosophie.
An der Universität lernte sie Sigfried Fechheimer kennen. Sie heirateten am 17. November 1903. Sigfried Fechheimer starb nur zwei Monate später an Tuberkulose. Am 17. September 1917 heiratete sie den Arzt Dr. Richard Simon. Ihr zweiter Ehemann starb wenige Jahre später, vermutlich 1920 oder 1921. Danach lebte Hedwig Fechheimer – wie auch vor ihrer Ehe – mit ihrer Schwester Margarete Brühl zusammen.
Durch ihre Bekanntschaft mit Emilie und Ludwig Borchardt fand Hedwig Fechheimer Zugang zur Ägyptologie. Sie freundete sich mit Carl Einstein an und entdeckte durch ihn ihr Interesse an der zeitgenössischen französischen Kunst. Innerhalb der Ägyptologie nahm sie eine kritische Haltung gegenüber der traditionellen Strömung des Fachs ein. Sie lässt sich der Berliner Schule zurechnen.
Zwischen 1913 und 1931 veröffentlichte Hedwig Fechheimer zahlreiche Aufsätze zur ägyptischen Kunst in der Zeitschrift Kunst und Künstler. Als ihr Hauptwerk gilt das 1914 erschienene Buch Die Plastik der Aegypter, in dem sie Parallelen zwischen der ägyptischen Kunst und dem Kubismus zog. Es löste eine umfassende Diskussion in der Fachwelt aus und wurde auch von einem breiteren Publikum wahrgenommen. Noch im selben Jahr musste eine neue Auflage gedruckt werden; 1920 erschien es bereits in der vierten, leicht erweiterten Auflage und wurde ins Französische übersetzt. Ihr zweites Buch, Kleinplastik der Ägypter, erschien 1921.
Von 1921 bis 1933 war Fechheimer Mitglied der Sachverständigenkommission für die Ägyptische Abteilung der Staatlichen Museen zu Berlin. In dieser Funktion setzte sie sich für die der Rückgabe der Büste der Nofretete nach Ägypten ein.
1941 wurden Hedwig Fechheimer und ihre Schwester Margarete gezwungen, ihre Wohnung in der Helmstedter Straße 10 in Berlin-Wilmersdorf zu räumen. Sie fanden eine Unterkunft in der Heilbronner Straße 8, wo sie etwa anderthalb Jahre lang ein Zimmer zur Untermiete bewohnten. Als ihre Deportation unausweichlich war – Hedwig Fechheimer war zu diesem Zeitpunkt 71 Jahre alt –, nahmen sich beide Schwestern das Leben. Sie sind auf dem Jüdischen Friedhof Berlin-Weißensee bestattet.

## Ehrungen
An ihrem letzten freiwilligen Wohnort in der Helmstedter Straße 10 erinnert seit dem 2. Juli 2015 eine Berliner Gedenktafel an Hedwig Fechheimer.
Vor dem Haus erinnern Stolpersteine an Hedwig Fechheimer (unter dem Namen Hedwig Simon) und ihre Schwester Margarete Brühl.

## Werke
- Die Plastik der Ägypter. Berlin, Bruno Cassirer, 1914.
- Kleinplastik der Ägypter. (Die Kunst des Ostens; Bd. 3). Berlin, Bruno Cassirer, 1921.